# Bataille de Florennes
La bataille de Florennes fut une bataille qui eut lieu le 12 septembre 1015 et qui opposa Lambert Ier de Louvain et Godefroy de Basse-Lotharingie soutenu par l'empereur Henri II.

## Contexte
Otton, duc de Basse-Lotharingie, décède sans postérité en 1012 laissant deux sœurs : Ermengarde, veuve d'Albert Ier de Namur et mère de Robert II de Namur; et Gerberge mariée à Lambert de Louvain. Fief du Saint-Empire, le duché retourne à l'empereur Henri II qui l'attribue au comte Godefroy de Verdun sur les recommandations de Gérard de Cambrai. Ayant des prétentions sur le duché, les comtes de Louvain et Namur s'allient au jeune comte Regnier V de Hainaut dans sa lutte contre Godefroy qui tente de reprendre le comté de Hainaut. Le comte de Flandre, Baudouin IV prend un court moment leur parti.
Le comte de Louvain exporte le conflit en principauté de Liège sous prétexte que le Prince-Évêque Baldéric soutient le duc Godefroy. Les milices liégeoises sont ainsi défaites le 10 octobre 1013, notamment grâce à la trahison du comte de Flandre, lors de la bataille de Hoegaarden. Le Prince-Évêque se vengea en ravageant le Namurois avec l'aide du seigneur de Florennes. Quelque temps après, la paix fut signée avec le Prince-Évêque  qui perdit le comté de Brugeron au profit du comte de Louvain. Godefroy envoya alors son frère Herman de Verdun pour ravager le Hainaut mais cette opération se solda par un échec et le comte de Verdun dut se réfugier dans la forteresse de Florennes, chez son neveu Godefroid III de Rumigny-Florennes, poursuivi par Lambert de Louvain qui y mit vainement le siège.

## La bataille
2 ans plus tard, le 12 septembre 1015, Lambert de Louvain, secondé par Regnier V de Hainaut marche de nouveau sur Florennes. Godefroy, qui venait à nouveau de ravager le Hainaut se porta au devant et l'attaqua par surprise sur une plaine entre Hemptinne et Saint-Aubin. Le combat fut sanglant, le comte de Louvain y perdit la vie ainsi que 400 de ses hommes. Godefroy remporta la bataille.

## Conséquences
L'empereur Henri II entreprit les réconciliations. Regnier dut faire la paix et épouser Mathilde, une nièce de Godefroy, et reçut en dot le Comté de Hainaut.

## Anecdotes
La tradition veut que le jeu colin-maillard soit né lors de cette bataille. Un certain Colin, originaire de Florennes, perdit la vue pendant la bataille mais continua le combat en faisant tournoyer dans les airs son "maillet", guidé par ses compagnons.

## Sources
- (nl) Cet article est partiellement ou en totalité issu de l’article de Wikipédia en néerlandais intitulé « Slag bij Florennes » (voir la liste des auteurs).